# Панчишин, Иван Николаевич
Ива́н Никола́евич Панчи́шин (укр. Іван Миколайович Панчишин; род. 15 июня 1961, Колодрубы, Львовская область) — советский и украинский футболист, защитник, мастер спорта СССР (1987). Ныне украинский футбольный тренер.

## Карьера футболиста
Воспитанник СДЮШОР «Карпаты» (Львов) Иван Панчишин футбольную карьеру начал в 1980 году в дубле львовских «Карпат». В 1981 году выступал за любительский клуб «Сельмаш» (Ковель).
В 1984 году получил приглашение играть в команде мастеров «Нива» (Винница). Сезон сложился для молодого защитника очень удачно, винницкая команда победила в 6-й зоне второй лиги чемпионата СССР, а Панчишин был назван лучшим передним защитником этого первенства.
Игра молодого футболиста не осталась незамеченной, и уже следующий сезон Иван начал в команде высшей лиги «Металлист» (Харьков), где стал основным центральным защитником, стабильно выходя на поле в стартовом составе. В 1988 году стал обладателем Кубка СССР, что позволило принять участие в турнире европейского Кубка Кубков, где защитник провёл 4 матча. В последнем чемпионате СССР команда Панчишина выступила неудачно, заняв 15-е место, понизившись в классе. Но следующий сезон игрок начал в первом независимом чемпионате Украины, в котором «Металлист» занял 3-е место в группе «Б» и стал финалистом Кубка Украины, а сам Панчишин был капитаном команды. В сезоне 1993/94 руководство и спонсоры начали терять интерес к команде, вследствие чего ушёл главный тренер Леонид Ткаченко и ряд футболистов. С инициативы руководства покинул клуб и Панчишин.
В 1994 году Иван получил приглашение от александрийской «Полиграфтехники», проведя сезон 1994/95 в первой лиге, ветеран откликнулся на предложение клуба высшей лиги «Карпаты» (Львов), где опытный защитник стабильно играл в основе.
Летом 1996 года, проведя 3 матча за львовский клуб в стартовавшем новом чемпионате, 36-летний футболист неожиданно получил приглашение от нового президента «Металлиста» Валерия Бугая вернуться в ставший уже родным для Панчишина харьковский клуб. Ветеран ещё полтора сезона выходил на поле в составе металлистов, был капитаном команды и только летом 1997 года завершил активную карьеру игрока.

## Карьера тренера
В 1997 году принял предложение главного тренера «Металлиста» Михаила Фоменко стать одним из тренеров второй команды харьковского клуба, где проработал почти три года. С мая 2001 года по май 2002 года работал главным тренером клуба «Арсенал» (Харьков). В 2004—2005 годах возглавлял другой харьковский клуб — «Газовик-ХГД», выступавшем во второй лиге.
В 2007 году назначен главным тренером «Нивы-Свитанок», клуба где начинал свою профессиональную карьеру игрока, который покинул в 2008 году. Ныне Иван Николаевич работает тренером в харьковском спортинтернате, со своими воспитанниками, играющими в составе команды УФК (училище физической культуры), принимает участие в юношеских чемпионатах Украины.

## Достижения
- Обладатель Кубка СССР: (1988)